# (621) Werdandi
(621) Werdandi ist ein Asteroid des äußeren Hauptgürtels, der am 11. November 1906 vom deutschen Astronomen August Kopff an der Großherzoglichen Bergsternwarte in Heidelberg bei einer Helligkeit von 13,4 mag entdeckt wurde.
Der Asteroid wurde benannt nach Verdandi, einer der drei Nornen in der nordischen Mythologie. Verdandi steht für die Gegenwart. Die beiden anderen Nornen wurden bei der Benennung von (167) Urda und (1130) Skuld berücksichtigt.
Aufgrund ihrer Bahneigenschaften wird (621) Werdandi zur Themis-Familie gezählt.

## Wissenschaftliche Auswertung
Aus Ergebnissen der IRAS Minor Planet Survey (IMPS) wurden 1992 erstmals Angaben zu Durchmesser und Albedo für zahlreiche Asteroiden abgeleitet, darunter auch (621) Werdandi, für die damals Werte von 27,2 km bzw. 0,15 erhalten wurden. Eine Auswertung von Beobachtungen durch das Projekt NEOWISE im nahen Infrarot führte 2012 zu vorläufigen Werten für den Durchmesser und die Albedo im sichtbaren Bereich von 29,7 km bzw. 0,13.
Eine spektroskopische Untersuchung von 820 Asteroiden zwischen November 1996 und September 2001 am La-Silla-Observatorium in Chile ergab für (621) Werdandi eine taxonomische Klassifizierung als B-Typ.
Bereits am 18. Februar 1974 erfolgten am Observatorium Kvistaberg in Schweden photometrische Beobachtungen des Asteroiden. Aus den wenigen gemessenen Daten konnte aber nur eine Rotationsperiode von >9,6 h abgeschätzt werden. Vom 19. bis 22. April 2002 wurde am Observatório do Pico dos Dias (OPD) in Brasilien eine Lichtkurve aufgenommen, aus der eine Rotationsperiode von 9,396 h abgeleitet wurde. Aus photometrischen Beobachtungen vom 8. bis 9. März 2007 am Oakley Observatory des Rose-Hulman Institute of Technology in Indiana konnte mit der wiederum aus wenigen Datenpunkten bestehenden Lichtkurve des Asteroiden nur eine unsichere Rotationsperiode von 14,82 h bestimmt werden, die als möglicherweise unrichtig eingestuft wurde.
Durch eine Zusammenarbeit zwischen dem Observatorium Bassano Bresciano in Italien und dem Organ Mesa Observatory in New Mexico konnte dann vom 23. Januar bis 19. Februar 2012 erstmals eine lückenlose Lichtkurve des Asteroiden gewonnen werden, mit der eine Rotationsperiode von 11,776 h bestimmt wurde. Eine Auswertung von archivierten Lichtkurven des United States Naval Observatory in Arizona und der Catalina Sky Survey ermöglichte in einer Untersuchung von 2013 erstmals die Berechnung eines dreidimensionalen Gestaltmodells für zwei alternative Positionen der Rotationsachse mit retrograder Rotation und einer Periode von 11,77456 h.
Eine Auswertung der Daten des Asteroid Terrestrial-impact Last Alert System (ATLAS) aus den Jahren 2015 bis 2018 bestätigte diesen Wert in einer Untersuchung von 2020 mit 11,773 h, darüber hinaus konnte eine taxonomische Zuordnung mit einer Wahrscheinlichkeit von 67 % für einen C-Typ und 33 % für einen S-Typ angegeben werden. Aus den Daten von ATLAS konnte in einer Untersuchung von 2022 mit der Methode der konvexen Inversion noch einmal eine Rotationsperiode von 11,77456 h bestimmt werden.